# Haven (Dark Tranquillity)
Haven è il quinto album dei Dark Tranquillity, pubblicato nel 2000.
L'album continua il progresso musicale iniziato con il lavoro precedente, Projector. 
L'aumento dell'uso di tastiere rende il suono più profondo e pieno, ed il cantato di Mikael Stanne si fa più espressivo e potente.
Il mix di melodia, uso di elettronica e metal amplia la base di fan della band, ma desta anche le critiche dei fan dei primi album che non apprezzano il notevole cambiamento.
La versione giapponese contiene anche la traccia bonus, "Cornered", oltre al video musicale di "ThereIn".
La grafica di copertina è opera del chitarrista Niklas Sundin, che l'ha realizzata tramite il suo studio grafico Cabin Fever Media.

## Tracce
1. The Wonders At Your Feet – 3:02
2. Not Built To Last – 3:38
3. Indifferent Suns – 3:36
4. Feast Of Burden – 3:25
5. Haven – 3:32
6. The Same – 3:10
7. Fabric – 3:56
8. Ego Drama – 4:35
9. Rundown – 3:53
10. Emptier Still – 3:39
11. At Loss For Words – 6:42

Credits

## Formazione
- Mikael Stanne - voce
- Niklas Sundin - chitarra
- Martin Henriksson - chitarra
- Michael Nicklasson - basso
- Anders Jivarp - batteria
- Martin Brändström - tastiere